# Ирландский виски

Производители ирландского виски

Ирландский виски (англ. Irish whiskey, ирл. uisce beathadh — вода жизни) — виски, произведённый в Ирландии. Ирландский виски является одним из старейших крепких напитков в Европе. Первые упоминания о нём относятся к середине XII века. Большинство сортов ирландского виски — тройной перегонки, в отличие от Шотландии, где такой способ используется редко. При сушке солода, используемого для производства ирландского виски, редко используется торф, поэтому привкус дыма, характерный для многих шотландских сортов, у ирландского виски встречается крайне редко.

## История
История возникновения ирландского виски восходит к V веку н. э., когда, согласно легенде, монахи-миссионеры под предводительством святого Патрика завезли на остров искусство дистилляции, которое и было применено для производства виски. Однако не существует никаких записей, подтверждающих эту легенду.
Первую лицензию или патент, согласно историческим записям, разрешавшие дистилляцию, получила винокурня Old Bushmills и её владелец, Уолтер Тейлор из графства Гэлуэй в 1608 году. Патент был выдан английской короной в лице вице-лорда сэра Артура Чичестера с условием поступления в казну определённой доли от производства и торговли виски.
В 1771 году, английские лорды ввели налог на перегонные кубы, т.е теперь размер налога зависел от объёма куба, что, в свою очередь, привело к подпольному производству виски. Поэтому в 1823 году зарегистрированных предприятий осталось около двух десятков.
Производство виски и поступления в казну были минимальными, и, чтобы исправить ситуацию, англичане ввели налог только за произведенный спирт.
Но производство виски имело и тёмную сторону — алкоголизм.
Существует легенда, что монах-капуцин Теобальд Мэтью всего лишь за пять лет смог проповедями заставить пять из восьми миллионов ирландцев, населявших тогда страну, дать обет воздержания от алкоголя.
В результате подобных проповедей, индустрии ирландского виски был нанесён первый заметный удар.
Аромат и превосходные вкусовые качества ирландского виски принесли ему международный успех, особенно в конце XIX века. Однако в начале XX века ирландский виски практически исчез с рынка из-за, прежде всего, неблагоприятных международных отношений.
Война Ирландии с Великобританией за независимость, последовавший за этим голод привели к усилению миграции крестьян и заметному спаду производства.
До начала XX века ирландский виски был уже знаменит на весь мир — Ирландия в то время была загородной резиденцией английской знати. Однако экономический кризис 1920-х годов и введение сухого закона в США надолго закрыли американский рынок. Постепенно рынок виски оккупировали англичане, наполнив его шотландским скотчем.
В 1988 году единого производителя IDL купила французская компания Pernod Ricard.
Впоследствии этой же фирмой была сделана попытка приобрести и компанию Cooley. Pernod Ricard была готова заплатить 24,5 миллиона ирландских фунтов за Cooley, чтобы только избавиться от навязчивых конкурентов. Однако сделку отменило антимонопольное ведомство. Но положение Cooley было очень плачевное, и из долговой ямы компания смогла выбраться только в 2000 году, заставив ценителей по-новому взглянуть на мир ирландского виски.

## Производители
В Ирландии всего три основных производителя виски, в отличие от той же Шотландии, где производителей около 90. Это объясняется очень сложной историей Ирландии, где экономические трудности часто приводили к разорению и слиянию многих частных производителей.
Три крупнейших вискокурни Ирландии включают в себя:
- New Midleton Distillery[англ.] (основана в 1975, принадлежит компании Pernod Ricard с 1988 года) — располагается в южной части острова, выпускает виски марок Jameson, Powers, Paddy, Midleton, Redbreast и Green Spot;
- Old Bushmills Distillery — старейшая лицензированная компания-производитель крепких напитков, получившая лицензию более четырёхсот лет назад, в 1608 году из рук короля Якова I, с 2015 года принадлежит компании Jose Cuervo;
- Tullamore Dew Distillery[англ.] — производит виски марки Tullamore Dew[2].

Также в Ирландии находятся следующие предприятия-производители виски, которые являются действующими или находятся в стадии строительства:
- Alltech Craft Distillery (основан в 2012) — только выходит на рынок виски[3];
- Cooley Distillery (реорганизован из предприятия по производству алкогольных напитков из картофеля в 1987 году, принадлежит с 2011 года компании Beam), выпускает виски под марками Connemara, Knappogue, Michael Collins, Tyrconnell, St. Patrick, Finnegan;
- Dingle Distillery (основан в 2012) — только выходит на рынок виски[4][5];
- The Echlinville Distillery (основан в 2013) — производит виски марки Dunvilles. Первая вискикурня Северной Ирландии, получившая лицензию почти 125 лет назад[6];
- Kilbeggan Distillery (основан в 2007, принадлежит компании Beam с 2011 года);
- West Cork Distillers (основан в 2008 году в Корке) — производит виски марки Lambay;
- Glendalough Distillery, Wicklow — производит виски марки Glendalough.
- Hibernia Distillers (основан в 2014) — производит виски марки Hyde.

## Сорта

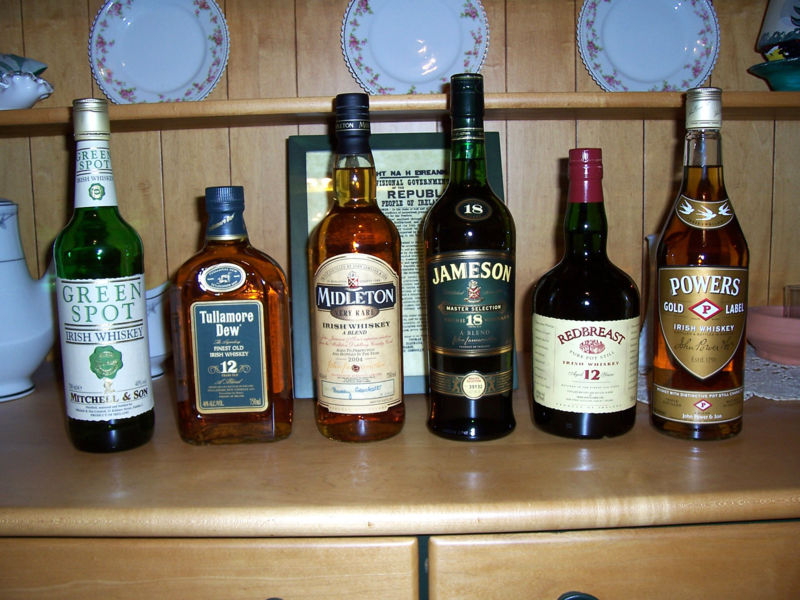
Сорта ирландского виски.

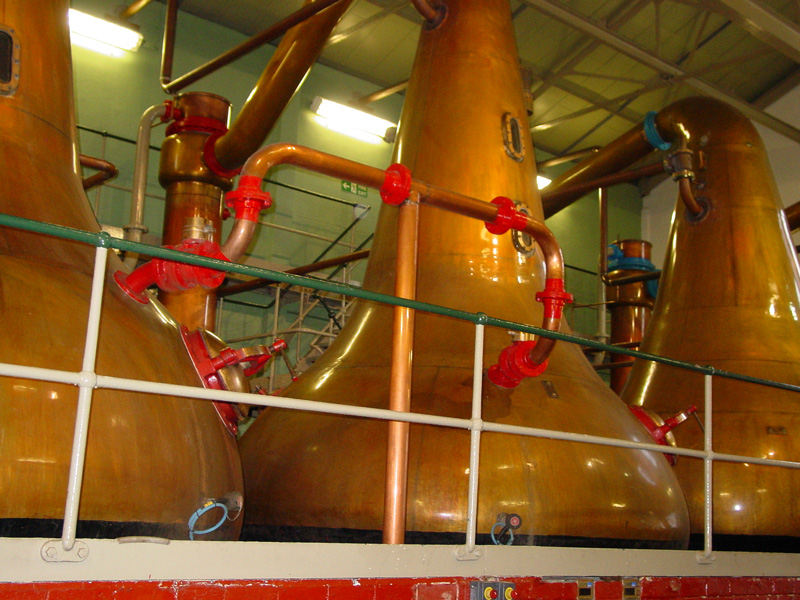
Перегонные кубы (pot still)

В Ирландии производится несколько видов виски
- Односолодовый виски (англ. Single Malt, ирл. Braiche Aonair) изготавливается из стопроцентного ячменного солода при помощи перегонного куба (англ. pot still, ирл. pota fós).
- Однозерновой виски (англ. Single Grain, ирл. Grán Aonair) изготавливается из зерна при помощи колонного перегонного аппарата.
- «Чистый виски из перегонного куба» (англ. Pure Pot Still, ирл. Pure Pot fós) — это уникальный сорт виски, изготавливаемый только в Ирландии. В его состав входят как ячменный солод, так и зелёный непророщенный ячмень, который придаёт напитку особый вкус. К выпускаемому в натуральном виде «Pure Pot Still» относятся виски марки Redbreast, некоторых элитных сортов марки Jameson, и марка Green Spot, которая доступна только в магазине Mitchell and Son в Дублине. Все эти марки выпускаются в Мидлтоне.
- Купажированный виски (англ. Blended Whiskey, ирл. Uisce beatha Cumaisc) является смесью трёх предыдущих сортов, при этом не делается различий между купажированным виски, изготовленным с использованием односолодового или «Pure Pot Still» виски.

Различные сорта ирландского виски имеют выдержку от 3 до 28 лет.

## Производство виски
Основные компоненты ирландского виски — ячмень и ячменный солод с добавлением злаковых культур — пшеницы, ржи, овса. Но главным составляющим неповторимого вкуса является чистая природная вода.
О добавках свидетельствуют надписи на этикетках.
Пометка pure malt на этикетке говорит о том, что в изготовлении использовался только ячменный солод, но разных сортов ячменя. Надпись single malt сообщает, что виски изготовлен только из одного сорта ячменного солода и только на одном предприятии. Но самыми распространёнными и популярными остаются смешанные сорта виски — blended.
В современном производстве ирландского виски существуют семь этапов.

### Этап первый
Зерно замачивается в воде обычно два дня и раскладывается тонким слоем, чтобы семена проросли. Появляются ферменты Альфа и Бета амилаза, способные преобразовать крахмал, содержащийся в зерне, в сахар.

### Этап второй
Затем проросшее зерно помещается в специальные печи, чтобы оно не впитало посторонние запахи и ароматы. В результате этого сохраняется характерный мягкий привкус солода.

### Этап третий
Затем смесь солода и ячменя перемалывается и заливается горячей водой в специальных чанах, чтобы сахар и оставшийся крахмал растворились в воде. Эта жидкость отделяется от зернового осадка и перекачивается в другой чан. Добавляются дрожжи — главные компоненты брожения. Сусло выдерживается двое суток. За это время сахар превращается в спирт и углекислый газ.

### Этап четвёртый
После вызревания сусла, начинается тройная дистилляция в медных перегонных кубах. После первой дистилляции получается 25−30-процентный спирт, а после второй − 65−70-процентный. Третья дистилляция градусов не добавляет, но зато окончательно очищает спирт.

### Этап пятый
Полученный виски разливается по дубовым бочкам, собранным вручную. В этих бочках в полной темноте и тишине виски выдерживается три года. За это время окончательно формируется букет, вкус и золотистый цвет напитка.

### Этап шестой
После определённого времени (для каждого сорта своё) бочка распечатывается, а специалисты дегустируют виски.

### Этап седьмой
Седьмой этап — процесс смешивания, или blending. Характер каждого сорта ирландского виски определяет мастер, который может соединить в одной бочке до сорока разных сортов. Потом виски ещё раз фильтруется, разводится чистейшей водой до нужной крепости и разливается в бутылки.